# Заставе (Конецький повіт)
Заставе (пол. Zastawie) — село в Польщі, у гміні Смикув Конецького повіту Свентокшиського воєводства.
У 1975-1998 роках село належало до Келецького воєводства.